# Sveriges damlandskamper i fotboll 2004
Sveriges damlandskamper i fotboll 2004 omfattade bland annat OS i Aten där Sverige besegrades av Tyskland i bronsmatchen.

## Matcher
| Datum      | Spelplats |           |                        | Resultat | Typ av match      |
| ---------- | --------- | --------- | ---------------------- | -------- | ----------------- |
| 30 januari | Shenzhen  | USA       | Sverige                | 3 – 0    | Träningsturnering |
| 1 februari | Shenzhen  | Sverige   | Kanada                 | 3 – 1    | Träningsturnering |
| 3 februari | Shenzhen  | Kina      | Sverige                | 2 – 2    | Träningsturnering |
| 14 mars    | Ferreiras | Sverige   | Danmark                | 1 – 0    | Algarve Cup 2004  |
| 16 mars    | Quarteira | Frankrike | Sverige                | 3 – 0    | Algarve Cup 2004  |
| 18 mars    | Lagos     | Sverige   | USA                    | 3 – 1    | Algarve Cup 2004  |
| 20 mars    | Olhão     | Kina      | Sverige                | 1 – 1    | Algarve Cup 2004  |
| 24 april   | Solothurn | Schweiz   | Sverige                | 0 – 2    | Kval till EM 2005 |
| 12 maj     | Växjö     | Sverige   | Serbien och Montenegro | 5 – 1    | Kval till EM 2005 |
| 26 juni    | Benevento | Italien   | Sverige                | 2 – 1    | Kval till EM 2005 |
| 24 juli    | Uddevalla | Sverige   | Norge                  | 0 – 4    | Träningsmatch     |
| 11 augusti | Volos     | Sverige   | Japan                  | 0 – 1    | OS 2004           |
| 17 augusti | Volos     | Nigeria   | Sverige                | 1 – 2    | OS 2004           |
| 20 augusti | Volos     | Sverige   | Australien             | 2 – 1    | Kf OS 2004        |
| 23 augusti | Patras    | Brasilien | Sverige                | 1 – 0    | Sf OS 2004        |
| 26 augusti | Aten      | Sverige   | Tyskland               | 0 – 1    | Brons OS 2004     |
| 2 oktober  | Vasa      | Finland   | Sverige                | 1 – 1    | Kval till EM 2005 |